# Grainger (cràter)
Grainger és un cràter d'impacte en el planeta Mercuri de 113 km de diàmetre. Porta el nom del compositor australià Percy Grainger (1882-1961), i el seu nom va ser aprovat per la Unió Astronòmica Internacional el 2012.